# Hillman Hunter
La Hunter è una autovettura costruita dal gruppo Rootes con marchio Hillman dal 1966 al 1976, e dalla Chrysler dal 1976 al 1979.

## Il contesto
Faceva parte della gamma Rootes Arrow, ed era collocata nel segmento medio di auto per famiglie. Le altre vetture offerte dal gruppo Rootes contemporanee della Hunter, e le relative versioni badge engineered (vale a dire sostanzialmente la stessa vettura ma con marchio diverso), erano la Hillman Minx, la Singer Gazelle, la Sunbeam Vogue, la Humber Sceptre, la Sunbeam Vogue e la Sunbeam Rapier. Le sue concorrenti erano la Ford Cortina, la Morris Marina e la Vauxhall Victor.
Una versione GT fu introdotta nel 1969. La Hunter fu in seguito disponibile in tre livelli d'allestimento, commercializzati dal 1970; la DL (cioè “DeLuxe”, sia berlina che familiare) con motore da 1496 cm³, la GL e la Super. Nel 1975 fu introdotta la versione Topaz, che fu fabbricata in un numero di esemplari limitato.

## La produzione
La Hunter fu prodotta con marchio Hillman fino al 1976, dopodiché fu venduta come vettura Chrysler per altri tre anni. Infatti, la Chrysler acquistò il gruppo Rootes nel 1967, ed iniziò un'opera di razionalizzazione della produzione della gamma di vetture offerte. Terminò così anche la fabbricazione dei modelli derivati dalla Hunter, ed alla fine, anche della Hunter stessa. Sempre nella stessa ottica, la produzione della Hunter fu spostata nel 1969 dallo storico stabilimento di Ryton-on-Dunsmore, in Inghilterra, a Linwood in Scozia. L'ubicazione della fabbrica fu scelta sotto influenza governativa, per dare lavoro ad un'area depressa. Dopo che la produzione della Hillman Avenger fu trasferita a Linwood nel 1976, le ultime Hunter furono fabbricate in Irlanda.

## Caratteristiche tecniche

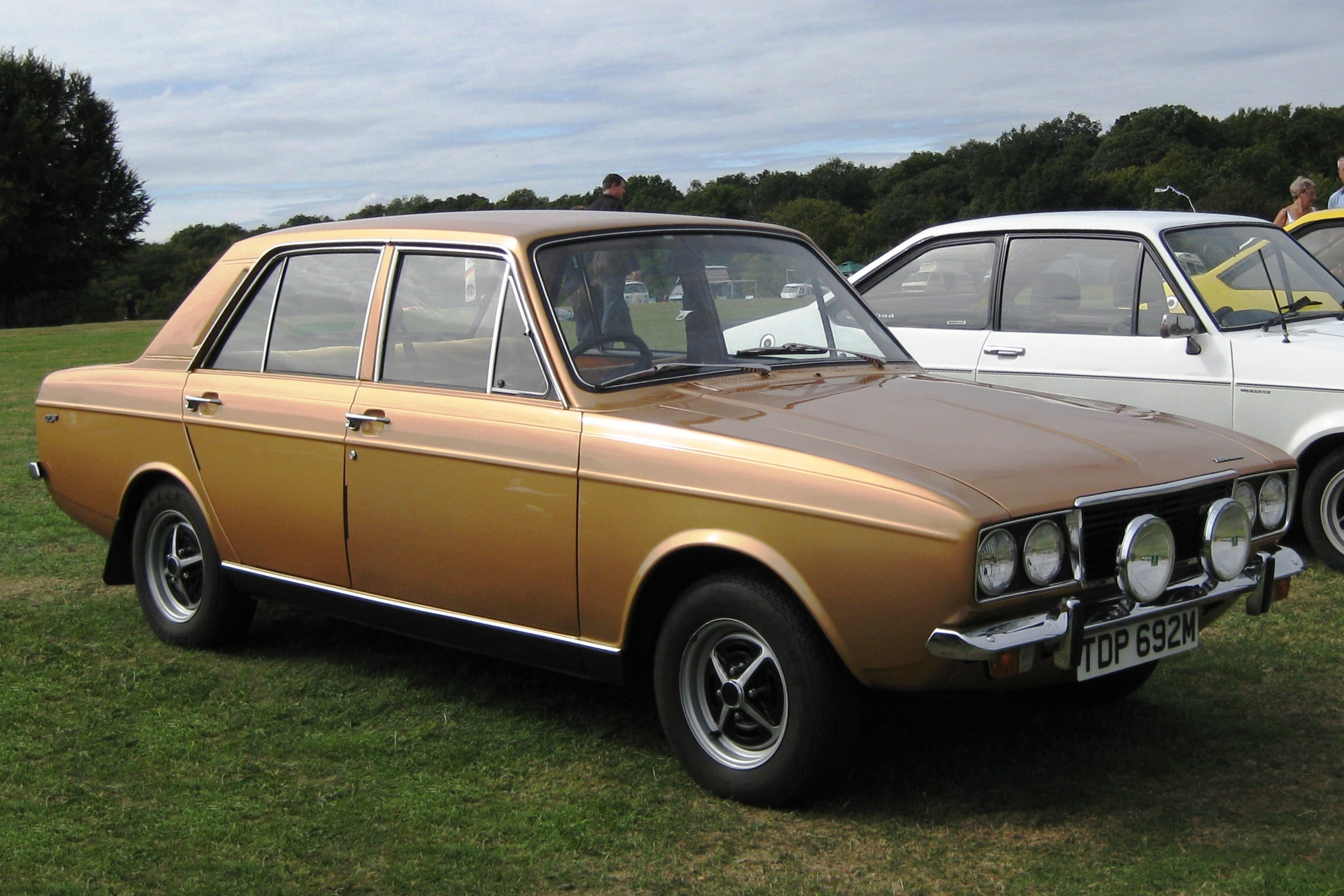
Una Hillman Hunter del 1974

Da un punto di vista tecnico, la Hunter propose piccole novità rispetto agli altri modelli Rootes, dato che utilizzava componenti comuni con essi. I motori disponibili erano a quattro cilindri in linea e valvole in testa, da 1498 cm³ e da 1725 cm³ di cilindrata, che erogavano rispettivamente 63 CV e 72 CV. Entrambe le tipologie avevano un singolo carburatore. All'inizio della commercializzazione era però utilizzato solo il propulsore da 1725 cm³, che era ben collaudato su altri modelli Rootes ed aveva cinque supporti di banco. Questo motore aveva un alesaggio ed una corsa che erano rispettivamente di 81,5 mm e 82,55 mm.
Per le sospensioni anteriori, la Hunter ebbe un primato tra i modelli Rootes, fu la infatti la prima vettura ad aver installato un sistema MacPherson. Quelle posteriori invece erano formate da un assale rigido montato su una balestra.
Il cambio era manuale a quattro rapporti, con l’overdrive offerto come optional. Era possibile avere anche una trasmissione automatica tipo Borg-Warner a tre o quattro velocità, sempre disponibile come optional. La trazione era posteriore, mentre i freni anteriori erano a disco.
Erano disponibili tre tipi di carrozzerie, più precisamente berlina quattro porte, familiare cinque porte e fastback coupé.

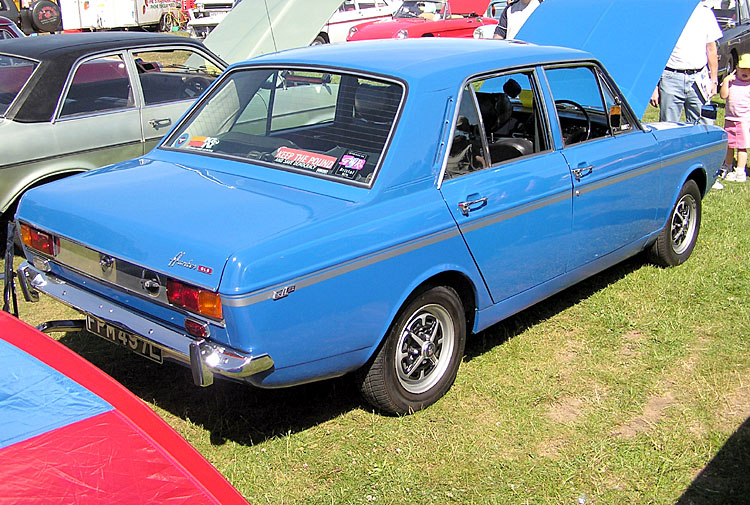
Una Hillman Hunter del 1972

Fu eseguito un leggero restyling nel 1970, che fu focalizzato sulla calandra e sugli interni della vettura. Per questi ultimi fu studiato un più moderno cruscotto con i quadranti di forma tonda. In generale, comunque, la linea e l'estetica della Hunter rimasero sostanzialmente immutate durante gli anni in cui fu prodotta.
La versione della Hunter con il motore da 1725 cm³ raggiungeva i 145 km/h di velocità massima, ed aveva un'accelerazione da 0 a 97 km/h di 15,1 secondi.

## Le competizioni
Una versione ad alte prestazioni della Hunter con il motore da 1725 cm³ potenziato fu preparato dalla Holbay Engineering. Il propulsore possedeva un carburatore a doppio corpo di marca Weber e modello 40DCOE. Questa versione ebbe successo nei rally, e si impose nel 1968 alla London-Sydney Marathon.

## La produzione della Hunter in Iran: la Paykan
Nel 1966, la Iran Khodro cominciò ad assemblare le Hunter in Iran come "kit di assemblaggio (CKD)". Furono denominate Paykan, che in persiano significa “freccia”, che era la traduzione dell'inglese “arrow” (che a sua volta era collegato a Rootes Arrow). Furono prodotte in versione berlina, pick-up e taxi, e divennero le autovetture nazionali iraniane.
La produzione locale iniziò però solo nel 1985, dopo che le originali linee produttive britanniche furono chiuse, ed il contratto con la Peugeot per l'assemblaggio delle kit-car fu risolto. Con l'aiuto della Peugeot fu sottoscritto un nuovo contratto, dove la Iran Khodro avrebbe costruito le Paykan per altri sei anni con lo stesso corpo vettura, ma con i motori e le sospensioni della Peugeot 504. Inoltre fu modificato il gruppo motopropulsore.
Nel 1991, la Iran Khodro iniziò a fabbricare le Paykan con componenti propri. Oggi, le Paykan sono costituite per il 98% di pezzi prodotti localmente.